# Spital, Northumberland
Spital var en civil parish 1866–1955 när det uppgick i Horsley, i grevskapet Northumberland i England. Civil parish var belägen 10 km från Corbridge och hade 14 invånare år 1951.